# Laurence Hennuy
Laurence Hennuy (Gosselies, 29 september 1970) is een Belgisch politica voor Ecolo.

## Levensloop
Hennuy, van opleiding licentiaat in de economische wetenschappen, werkte van 1994 tot 1999 op het internationale departement van Rode Kruis België. In 1997 was ze medestichtster van Groupe One, die zich bezighoudt met de transitie naar duurzame energie. Van deze vzw werd ze ook financieel directeur.
In 2008 sloot Hennuy zich aan bij Ecolo. Ze werd administratief secretaris van de Ecolo-afdeling in Fleurus, de gemeente waar ze sinds december 2012 gemeenteraadslid is. Daarnaast werkte ze van 2009 tot 2014 als secretaris op het kabinet van Waals minister Philippe Henry. Nadien was ze van 2014 tot 2019 werkzaam bij de Ecole Administration Publique Wallonie-Bruxelles in Namen, van 2014 tot 2018 als directeur planning en logistiek en van 2018 tot 2019 als financieel verantwoordelijke.
Bij de federale verkiezingen van mei 2019 stond Hennuy als eerste opvolger op de Ecolo-lijst in de kieskring Henegouwen. In oktober 2019 werd ze effectief lid van de Kamer van volksvertegenwoordigers in opvolging van Jean-Marc Nollet, die herkozen was als co-voorzitter van Ecolo. Ze bleef deze functie uitoefenen tot aan de verkiezingen van 2024. Als Kamerlid legde Hennuy zich toe op dossiers rond volksgezondheid en de verdediging van de belangen van haar streek. Ook werd ze ondervoorzitter van de Bijzondere Commissie COVID-19.
Hennuy was bij de federale verkiezingen van juni 2024 tweede opvolger op de Henegouwse Ecolo-lijst.